# Kvinesdal

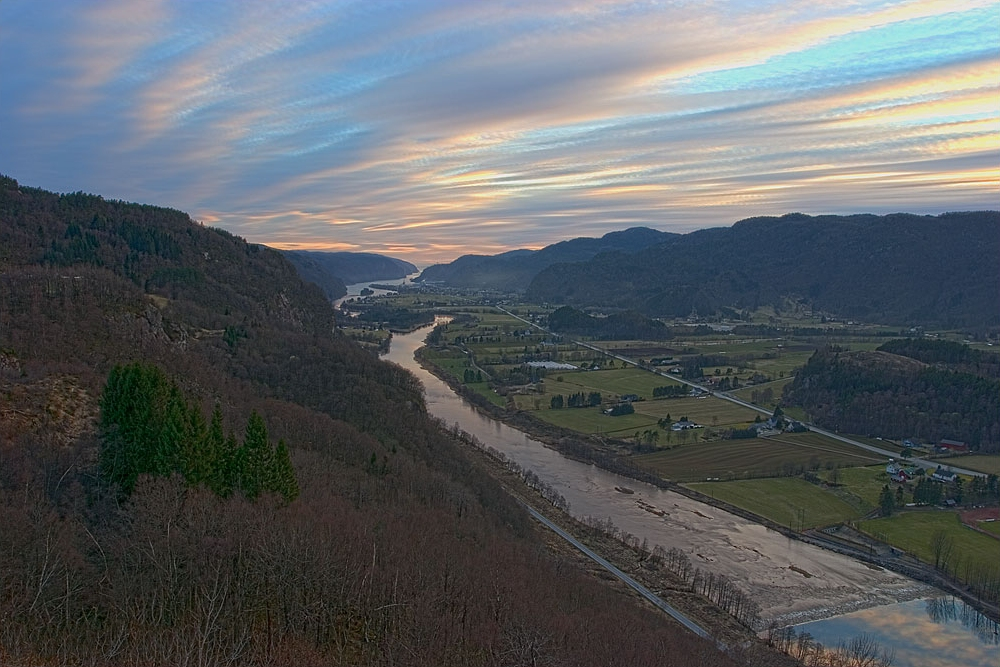
Vista del valle de Utsikten, en Kvinesdal

Kvinesdal es un municipio en la provincia de Agder (Noruega).
Fue designado municipio en 1838. Feda se separó de Kvinesdal en 1900, pero en 1963 se volvió a unir con Kvinesdal. En esa fecha, Fjotland también se fusionó con Kvinesdal. (Además, en el período de 1841-1858, Fjotland había formado parte de Kvinesdal).
Kvinesdal es un municipio extenso que va de las montañas al mar. Toca el mar en el extremo del Fedafjord, por donde se accede al Mar del Norte al sur. Más al norte, el paisaje está conformado por valles angostos con pequeñas villas diseminadas. En Knaben existen minas abandonadas, y en la actualidad es un centro de esquí sumamente popular. Debido a que por su forma y disposición Kvinesdal se asemeja a la geografía de toda Noruega, a menudo se la denomina "la pequeña Noruega".
Kvinesdal se encuentra en una zona central del sur de Noruega desde la que una gran cantidad de personas emigraron hacia América del Norte, especialmente a Estados Unidos, desde mediados de la década de 1850 hasta la década de 1950. Destaca por ser una "villa estadounidense" (en noruego: Amerika-bygd) a causa de la gran cantidad de ciudadanos norteamericanos que residen ahí. Estos, por lo general, son o bien noruegos que se desplazaron a los Estados Unidos, obtuvieron la ciudadanía norteamericana y posteriormente regresaron a Noruega, o descendientes de noruegos que nunca adquirieron la nacionalidad noruega.

## Historia
En Kvinesdal habitaron personalidades destacadas durante el período de las sagas. Entre ellos se cuentan el escaldo Tjodolv el Frode. Frode significa alguien con gran conocimiento de la historia de sus antecesores. Compuso un poema histórico para su rey, Harold Fairhair. Su obra se incorporó más tarde al Heimskringla, que fue escrito por Snorri Sturluson.
En el norte de Kvinesdal, y en la meseta elevada (a unos 550 m sobre el nivel del mar) existen registros que indican que la Granja Salmeli se remonta, por lo menos, al año 1300. Hacia 1350, durante la época de la peste negra, la granja fue abandonada, pero en 1647 era nuevamente una granja operativa. Actualmente es un sitio histórico.
El bailío Stig Bagge, a quien Cristián III de Dinamarca le otorgó la administración de la región en 1536-42, era un hombre muy activo que vivió en la casa de sus ancestros de Eikeland (Kvinesdal). De acuerdo a los registros de Peder Claussøn Friis, ejecutó a campesinos rebeldes con tanta ligereza que sus actos se consideraron abusivos. Durante muchos años fue el bogeyman ("cuco") del distrito. Cuando el bailío de Nedenes fue asesinado en su cama y los rebeldes intentaron capturar y ejecutar a Stig, él reunió a sus hombres y sofocó la revuelta de manera brutal. Los holandeses asesinaron a Stig: lo capturaron y evisceraron tras descubrirlo realizando actos de piratería o espionaje en la costa de Walcheren (isla de los Países Bajos).